# 195
El 195 (CXCV) fou un any comú començat en dimecres del calendari julià. L'ús del nom «195» per referir-se a aquest any es remunta a l'alta edat mitjana, quan el sistema Anno Domini esdevingué el mètode de numeració dels anys més comú a Europa.

## Esdeveniments
- Devaluació del denari, en el marc d'una crisi financera.[1]